# هيلين ماروليس
هيلين ماروليس (مواليد 19 سبتمبر 1991) هي مصارعة حرة أمريكية، فازت بالميدالية الذهبية في أولمبياد 2016 في وزن 53كج لتصبح أول أمريكية تفوز بميدالية ذهبية في رياضة المصارعة الحرة للسيدات.